# Lepturges cingillus
Lepturges cingillus är en skalbaggsart som beskrevs av Monné 1978. Lepturges cingillus ingår i släktet Lepturges och familjen långhorningar. Inga underarter finns listade i Catalogue of Life.